# Farewell, Angelina
Albums de Joan Baez
Joan Baez/5
(1964) Noël
(1966)
Farewell, Angelina est le quatrième album studio (sixième en tout) de la chanteuse américaine Joan Baez. Il est sorti en 1965 sur le label Vanguard Records.

## Fiche technique

### Titres
| 1. | Farewell, Angelina (en)         | Bob Dylan     | 3:13 |
| 2. | Daddy, You Been on My Mind (en) | Bob Dylan     | 2:15 |
| 3. | It's All Over Now, Baby Blue    | Bob Dylan     | 3:21 |
| 4. | The Wild Mountain Thyme         | traditionnel  | 4:34 |
| 5. | Ranger's Command                | Woody Guthrie | 3:13 |
| 6. | Colours                         | Donovan       | 3:02 |

| 7.  | A Satisfied Mind (en)       | Red Hayes (en), Jack Rhodes (en) | 3:22 |
| 8.  | The River in the Pines      | traditionnel                     | 3:33 |
| 9.  | Pauvre Rutebœuf             | Rutebeuf, Léo Ferré              | 3:28 |
| 10. | Sagt Mir Wo Die Blumen Sind | Pete Seeger                      | 4:00 |
| 11. | A Hard Rain's a-Gonna Fall  | Bob Dylan                        | 7:36 |

La réédition CD parue en 2002 chez Vanguard Records inclut trois chansons supplémentaires issues des mêmes séances d'enregistrement que l'album original :
| 12. | One Too Many Mornings  | Bob Dylan     | 2:45 |
| 13. | Rock, Salt and Nails   | Utah Phillips | 3:43 |
| 14. | The Water is Wide (en) | traditionnel  | 3:09 |

### Musiciens
- Joan Baez : chant, guitare acoustique
- Bruce Langhorne : guitare électrique sur Daddy, You Been on My Mind, It's All Over Now, Baby Blue, Colours, A Satisfied Mind et A Hard Rain's a-Gonna Fall
- Ralph Rinzler (en) : mandoline sur A Satisfied Mind
- Richard Romoff : contrebasse sur The Wild Mountain Thyme et Sagt Mir Wo Die Blumen Sind
- Russ Savakus (en) : basse

### Équipe technique
- Maynard Solomon : production
- Jules Halfant : conception de la pochette
- Richard Avedon, Mary Stafford : photographie

### Classements et certifications
| Classement                    | Meilleure position |
| ----------------------------- | ------------------ |
| États-Unis (Billboard 200)    | 10                 |
| Royaume-Uni (UK Albums Chart) | 5                  |